# Gibbula tenuilirata
Gibbula tenuilirata is een slakkensoort uit de familie van de Trochidae. De wetenschappelijke naam van de soort is voor het eerst geldig gepubliceerd in 1909 door Preston.